# 作道洋太郎
作道 洋太郎（さくどう ようたろう、1923年（大正12年）9月23日 - 2005年（平成17年）2月4日）は、日本の経済学者・経営学者。専門は、日本経済史・経営史。学位は、経済学博士（大阪大学・1961年）

## 人物
- 愛媛県松山市出身。
- 松山経済専門学校（現松山大学）卒業の後、九州大学法文学部経済科を卒業した。
- 松山経済専門学校（現松山大学）教授、大阪大学経済学部教授、近畿大学教授、大阪国際大学教授を歴任の後、大阪大学名誉教授。

## 著書

### 単著
- 『近世日本貨幣史』（弘文堂、1958年）
- 『貨幣太平記』（講談社、1960年）
- 『日本貨幣金融史の研究　封建社会の信用通貨に関する基礎的研究（未来社、1961年）
- 『近世封建社会の貨幣金融構造』（塙書房、1971年）
- 『お金の日本史』（日本経済新聞社、1978年）
- 『江戸時代の上方町人』（教育社、1978年）
- 『関西企業経営史の研究』（御茶の水書房、1997年）
- 『阪神地域経済史の研究』（御茶の水書房、1998年）
- 『なにわ大阪の歴史と経済　歴史にみる大阪の経済活力』（ブレーンセンター、2002年）

### 編著
- 『昭和享保の経営　ゼロ成長を生き抜く商人像』（ダイヤモンド社、1978年）
- 『住友財閥史』（教育社、1979年）
- 『住友財閥』（日本経済新聞社、1982年）
- 『近代大阪の企業者活動』（思文閣出版、1997年）

### 共著
- （三島四郎）『貨幣　歴史と鑑賞』（創元社、1963年）
- （宮本又郎・畠山秀樹・瀬岡誠・水原正亨）『江戸期商人の革新的行動　日本的経営のルーツ』（有斐閣、1978年）
- （三島康雄・安岡重明・井上洋一郎）『日本経営史』（ミネルヴァ書房、1980年）

### 共編
- （宮本又次）『中央卸売市場　大阪市中央卸売市場の歴史と構造』（創元社、1964年）
- （正田健一郎）『概説日本経済史』（有斐閣、1978年）
- （原田伴彦）『関西の風土と歴史』（山川出版社、1984年）

### 共編著
- （竹中靖一）『図説日本経済史』（学文社、1977年）
- （宮本又次）『住友の経営史的研究』（実教出版、1979年）

## 賞詞
- 大阪市民表彰
- 大阪文化賞